# Ngampel Wetan
Ngampel Wetan is een bestuurslaag in het regentschap Kendal van de provincie Midden-Java, Indonesië. Ngampel Wetan telt 1140 inwoners (volkstelling 2010).